# Min själ nu love, prise Herren
Min själ nu love, prise Herren (Herran) - sång av Carl Olof Rosenius 1851. De sju stroferna talar om Guds försyn och fadersomsorg och andas både tacksamhet och framtidstro: "Vem vet, hur mycket gott vår Fader / kan giva oss ännu? Vem vet?"
Versmåttet är detsamma som till Ni mänskobarn som här i världen, till vars melodi sången också ibland har sjungits.

## Publicerad i
- Lova Herren 1988 som nr 28 under rubriken "Guds godhet och fadersomsorg".